# Nectophrynoides asperginis
Il rospo dello spruzzo di Kihansi (Nectophrynoides asperginis Poynton, Howell, Clarke & Lovett, 1999) è un piccolo rospo della famiglia Bufonidae endemico della Tanzania. La specie è insettivora. Il rospo dello spruzzo di Kihansi è attualmente classificato come estinto in natura dalla IUCN, sebbene la specie persista ex situ, attraverso popolazioni in cattività.

## Descrizione
Nectophrynoides asperginis è un anuro piccolo e sessualmente dimorfo, con gli esemplari femmina che raggiungono fino a 2,9 cm in lunghezza, contro i 1,9 cm dei maschi. Questi rospi possiedono una colorazione gialla con strisce che tendono al marrone sui fianchi. Gli esemplare femmina sono spesso più scuri nella colorazione, mentre i maschi normalmente hanno segni più evidenti. Inoltre i maschi esibiscono scure macchie inguinali sui loro fianchi, dove le loro zampe si attaccano all'addome. La pelle nella zona addominale è traslucida così da rendere possibile vedere lo sviluppo della prole nelle pance delle femmine gravide.

Questi rospi possiedono piedi palmati nelle zampe posteriori, ma mancano di punte di piedi allargate Essi mancano di orecchie esterne, ma possiedono la normali funzionalità in possesso degli altri anuri, con l'eccezione delle membrane dei timpani e le cavità dell'orecchio medio riempite di aria.

## Distribuzione e habitat
Prima della scomparsa, questa specie era endemica di due soli ettari alla base delle cascate del fiume Kihansi nei Monti Udzungwa appartenenti ai Monti dell'Arco Orientale in Tanzania. La Gola Kihansi è circa lunga 4 km con orientamento nord-sud. Un sistema di zone umide forma il suo habitat, tutte costituite dallo spruzzo della cascata del fiume Kihansi. Queste zone umide erano caratterizzate da una vegetazione densa, erbosa, che include Panicum, il muschio Salaginalla kraussiana, e le felci lumaca (Tectaria gemmifera). Le aree all'interno della zona di spruzzo delle cascate possiedono una temperatura pressoché costante ed un'umidità del 100%.

## Conservazione

### Estinzione in natura
L'estinzione in natura di Nectophrynoides asperginis fu causa perlopiù della perdita di habitat conseguente alla creazione della diga di Kihansi nel 1999, che ridusse la quantità d'acqua proveniente dalla cascata di circa il 90%. Questo compromise irrimediabilmente il microhabitat di questa specie, in quanto ridusse la quantità di schizzi d'acqua, fondamentali per la sua sopravvivenza. Un sistema di irrigazione che imitasse il getto d'acqua naturale non era ancora operativo quando la diga di Kihansi aprì. Nel 2003 ci fu un'ultima riduzione nella popolazione, in coincidenza della rottura dei sistemi di irrigazione durante la stagione secca, la apparizione di malattie quali la chitridiomicosi, e la breve apertura della diga per eliminare i sedimenti, che contenevano pesticidi. L'ultimo avvistamento ufficiale di questa specie in natura avvenne nel 2004.

### Sopravvivenza in cattività
Lo Zoo del Bronx iniziò nel 2001 un progetto dove almeno 500 esemplari della specie vennero prelevati dalla loro originaria sede e trasportati in 6 diversi zoo americani così da poterne evitare l'estinzione. Inizialmente l'inusuale stile di vita di Nectophrynoides asperginis e la sua modalità di riproduzione causò problemi in cattività, e solamente gli zoo del Bronz e Toledo riuscirono a mantenere in vita le loro popolazioni. A dicembre del 2004 meno di 70 esemplari rimanevano in cattività, ma quando furono scoperte le loro precise necessità si ottennero migliori tassi di sopravvivenza e riproduzione. Nel novembre del 2005 lo zoo di Toledo aprì un'esposizione per Nectophrynoides asperginis e per un po' di tempo questo fu l'unico luogo nel mondo in cui il pubblico potesse vederlo. Lo zoo di Toledo possiede ora diverse migliaia di esemplari, perlopiù non in esposizione. Anche lo zoo del Bronx possiede diverse migliaia di Nectophrynoides asperginis, e ha aperto un piccolo spazio espositivo per alcuni di essi nel febbraio del 2010. Nel 2010 lo zoo di Toledo trasferì 350 esemplari allo Zoo di Chattanooga, che aveva creato uno spazio espositivo per essi. Diverse centinaia di esemplari sono ora tenuti sia allo Zoo di Dallas che all'Omaha's Henry Doorly zoo.

### Reintroduzione
Nell'agosto del 2010 un gruppo di 100 Nectophrynoides asperginis vennero rimandate in Tanzania dagli zoo di Toledo e del Bronx, come parte di uno sforzo per reintrodurre la specie in natura, usando un centro di propagazione presso l'università di Dar es Salaam. Nel 2012 scienziati del centro richiamarono al centro 48 esemplari ritenendo che avessero contratto la chitridiomicosi. Essi pianificarono di rilasciare l'intera popolazione di 1800 rospi dopo aver monitorato il rilascio iniziale per alcuni mesi.